# Marzagão (Carrazeda de Ansiães)
Marzagão is een plaats (freguesia) in de Portugese gemeente Carrazeda de Ansiães en telt 320 inwoners (2001).